# Madison Park (New Jersey)
Madison Park ist ein Census-designated place innerhalb des Old Bridge Townships im Middlesex County, New Jersey, USA. Bei der Volkszählung von 2000 wurde eine Bevölkerungszahl von 6.929 registriert.

## Geographie
Die geographischen Koordinaten der Stadt sind 40°27'0" nördliche Breite und 74°17'52" westliche Länge.
Nach den Angaben des United States Census Bureaus hat Madison Park+ Navi-Leiste eine Gesamtfläche von 4,3 km2, wovon 4,2 km2 Land und 0,1 km2 (1,20 %) Wasser ist.

## Demographie
Nach der Volkszählung von 2000 gibt es 6.929 Menschen, 2.468 Haushalte und 1.772 Familien in der Stadt. Die Bevölkerungsdichte beträgt 1.631,3 Einwohner pro km2. 56,36 % der Bevölkerung sind Weiße, 13,75 % Afroamerikaner, 0,10 % amerikanische Ureinwohner, 19,97 % Asiaten, 0,12 % pazifische Insulaner, 4,17 % anderer Herkunft und 5,53 % Mischlinge. 13,05 % sind Latinos unterschiedlicher Abstammung.
Von den 2.468 Haushalten haben 39,1 % Kinder unter 18 Jahre. 53,7 % davon sind verheiratete, zusammenlebende Paare, 12,5 % sind alleinerziehende Mütter, 28,2 % sind keine Familien, 23,2 % bestehen aus Singlehaushalten und in 5,3 % Menschen sind älter als 65. Die Durchschnittshaushaltsgröße beträgt 2,81, die Durchschnittsfamiliengröße 3,37.
27,2 % der Bevölkerung sind unter 18 Jahre alt, 8,3 % zwischen 18 und 24, 35,9 % zwischen 25 und 44, 20,3 % zwischen 45 und 64, 8,3 % älter als 65. Das Durchschnittsalter beträgt 34 Jahre. Das Verhältnis Frauen zu Männer beträgt 100:95,7, für Menschen älter als 18 Jahre beträgt das Verhältnis 100:91,7.
Das jährliche Durchschnittseinkommen der Haushalte beträgt 52.263 USD, das Durchschnittseinkommen der Familien 56.025 USD. Männer haben ein Durchschnittseinkommen von 40.766 USD, Frauen 31.890 USD. Der Prokopfeinkommen der Stadt beträgt 21.622 USD. 8,0 % der Bevölkerung und 6,0 % der Familien leben unterhalb der Armutsgrenze, davon sind 10,5 % Kinder oder Jugendliche jünger als 18 Jahre und 7,9 % der Menschen sind älter als 65.